# Colin Fraser Brockington
Colin Fraser Brockington (* 8. Januar 1903 in Worcester; † 25. November 2004) war ein britischer Mediziner.

## Leben
Colin Fraser Brockington, einziger Sohn des Director of Education in Leicestershire Sir William Brockington, belegte ein Studium der Medizin an der University of Cambridge. Nach Abschluss seines Studiums arbeitete er drei Jahre als Ward Clerk, vergleichbar einem Stationssekretär, im Guy’s Hospital bei John Ryle, dem späteren Professor of Social Medicine in Oxford. Anschließend trat er eine Stelle als Schiffsarzt auf der SS Ningchow an, das 1200 Pilger von Dschidda nach Singapur beförderte, bis er nach Oxford übersiedelte, wo er zum Medical assistent promovierte und ein Diplom in Public health erhielt. In der Folge wurde Brockington zum Medical Officer Superintendenten of Infectious Diseases des Spittals in Brighton ernannt.
In seiner Funktion als Assistenzamtsarzt im County Warwickshire ab 1930, legte er sein Hauptaugenmerk auf die Verbesserung der Gesundheit von Schulkindern. Zusätzliche Berufserfahrung erwarb er in einem sechsmonatigen unbezahlten Praktikum als Arzt im Great Ormond Street Hospital, das er 1933 bestritt. Im selben Jahr erwarben Coling Fraser Brockington und seine Frau eine Arztpraxis in South Hams, wo medizinische Einrichtungen noch primitiv waren. Er wandte sich wieder dem Gebiet der öffentlichen Gesundheit mit Schwerpunkt Kindermangelernährung zu. Seine Arbeiten wurden im Journal of Hygiene veröffentlicht. Kurz darauf wurden Gratis Milch und Mahlzeiten an englischen Schulen eingeführt.
1949 wurde er zum Medizinalrat für West Riding of Yorkshire bestellt, wo er ein vereinheitlichtes Gesundheitssystem einführte, dass jedoch nach lokalen politischen Wahlen wieder gekippt wurde. Im selben Jahr wurde er in das Nursing Committee of the Central Health Service Council einberufen, wo er sich verstärkt den Themen Pflege und Hauskrankenpflege widmete.
1951 wurde ihm die erste Professur of Social and Preventive Medicine in Manchester übertragen. Während dieser Zeit leistete Brockington auch wertvolle Beiträge zur Arbeit der WHO, wo sich sein Interesse speziell auf Gesundheitsprobleme in Entwicklungsländern richtete. Nach seiner Pensionierung engagierte er sich zunehmend für die WHO im Besonderen im Lehren einer umfassenden Medizin. Er besuchte Jordanien, Spanien und Griechenland und inspizierte Ausbildungshilfen in Äthiopien, Somalia, Saudi-Arabien und Libyen. Nachdem Brockington sich von seiner zweiten Karriere, die man als WHO-Botschafter bezeichnen kann, zurückzog, startete er seine dritte Karriere als Buchbinder, wo er großes Geschick an den Tag legte. Diese Tätigkeit übte er bis zu seinem 100. Lebensjahr aus.
Colin Fraser Brockington – er ist auch der Autor zweier bedeutender medizinhistorischer Untersuchungen, nämlich von Short History of Public Health, erschienen 1956 sowie Public Health in the 19th Century, erschienen 1965 – ist der Vater des renommierten Psychiaters Ian Fraser Brockington.

## Weitere Schriften
- The principles of nutrition for practitioners and students, etc. 1952.
- Medical officers of health, 1848 to 1855. An essay in local history. 1957.
- World health. In: Band 425 von Pelican books, Pelica medical series, Ausgabe 4. Penguin Books, 1958.
- The health of the community: principles of public health for practitioners and students, Ausgabe 2. Churchill, 1960.
- The health of the community. Principles of public health for practitioners and students, etc. 1965.
- A short history of public health. Ausgabe 2, Churchill, 1966.
- Public health in the nineteenth century. E. & S. Livingstone, 1968, ISBN 0-443-00087-5.
- The health of the developing world. Book Guild, 1985, ISBN 0-86332-043-0.